# 寧熿
甯熿（？—？），陕西西安府同州郃陽縣龍泉里人。

## 生平
甯守桂，以熿本生父貤封主事；甯守朴，以子熿赠工部郎中。
万历四十年（1612年）壬子科陕西乡试举人，四十一年（1613年）联捷癸丑科進士，官至工部郎中，以清约恂谨著名。